# Babsie Podestá
Arthur Podestá, detto Babsie (6 marzo 1912 – 6 giugno 2004), è stato un pallanuotista maltese che ha partecipato ai Giochi di Berlino 1936, assieme al fratello gemello Wilfred.